# Neuseesen
Neuseesen ist ein Stadtteil von Witzenhausen  im nordhessischen Werra-Meißner-Kreis.

## Geographie
Neuseesen liegt in der Nähe des Dreiländerecks Hessen–Thüringen–Niedersachsen ungefähr 4 km östlich von Witzenhausen und 18 km nordwestlich der Kreisstadt Eschwege im Tal des Siesterbaches, einem rechten Zufluss der Werra. Eingerahmt wird die Ortslage von Bergen der Neuseesen-Werleshäuser Höhen, wie dem Winterberg (375 m) im Osten, dem Witzgenstein (336,3 m) im Westen und der Stürzliede (354,2 m) und dem angrenzenden Stürzlieder Berg im Norden.
Unmittelbare Nachbarorte sind Werleshausen im Süden, Unterrieden im Westen und das thüringische Bornhagen mit der überregional bekannten Burg Hanstein im Osten.

## Geschichte

### Ortsgeschichte
Neuseesen ist ein altes Eichsfelder Dorf, das eng mit der nahe gelegenen Burg Hanstein verbunden ist. 1318 wurde der Ort erstmals als Nuwezezen schriftlich erwähnt. Ab dem 14. Jahrhundert verpfändete der Mainzer Erzbischof als weltlicher Herr von Kurmainz das Dorf an die Herren von Hanstein; erst 1535 kündigte Erzbischof Albrecht den von Hanstein die Verpfändung. Bis 1849 war der Ort Zubehör des Gesamtgerichts von Hanstein. Eine sichere Zuordnung der mittelalterlichen Urkunden zum hiesigen Ort ist wegen der Namensähnlichkeit mit der Wüstung (Ober)Neuseesen bei Uder schwierig.

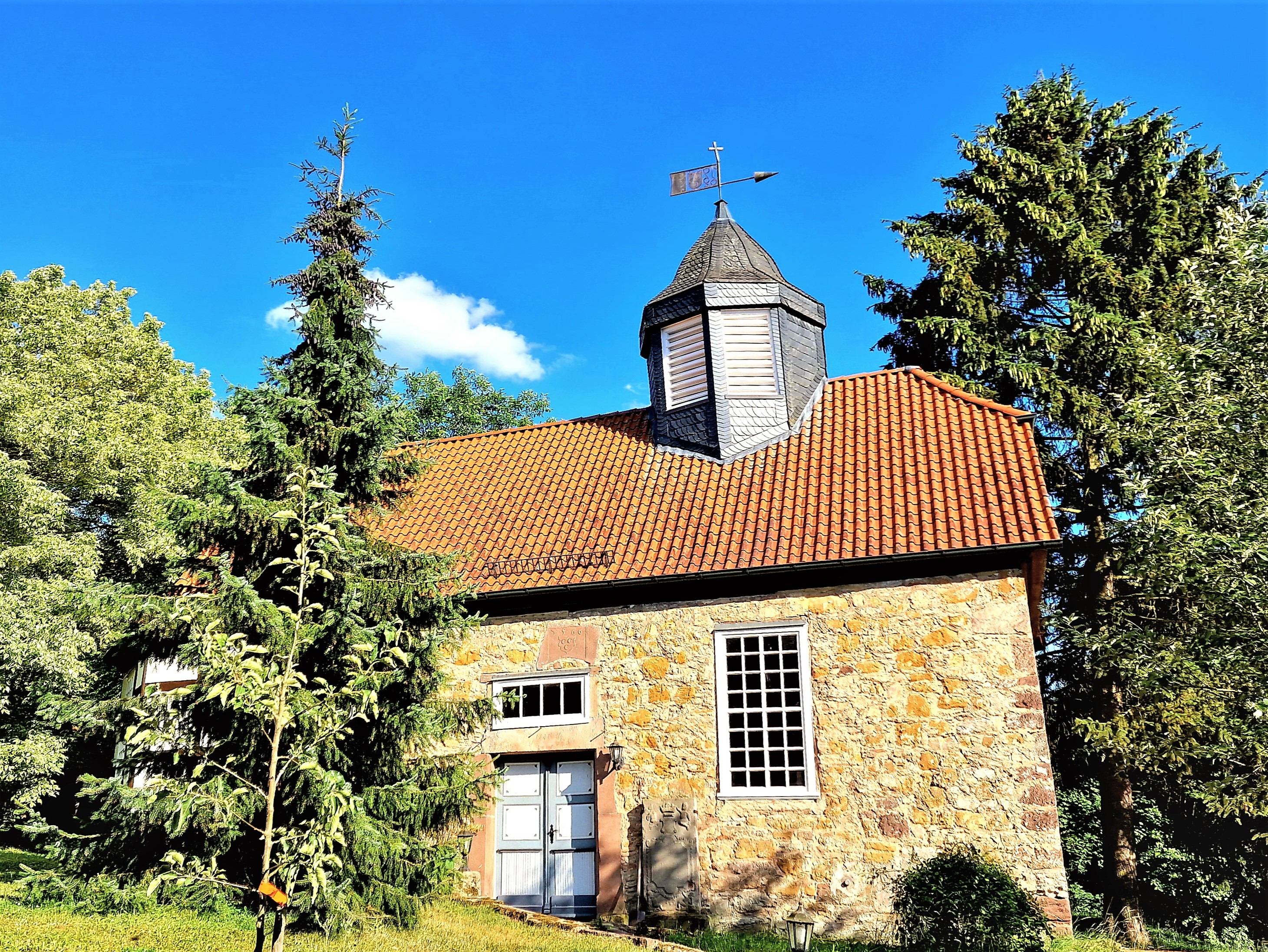
Kirche zu Neuseesen

Die evangelische Kirche ist ein Saalbau mit dreiseitigem Chorschluss, einer Flachdecke und einem Dachreiter. Sie besteht aus älteren Teilen, auf die ein Stein mit der Jahreszahl 1566 und dem Wappen der Familie von Hanstein verweist, sowie jüngeren, hier besonders eine Erweiterung nach Westen, die durch das auf 1841 datierte Portal zeitlich einzuordnen sind. Die Kanzel stammt vermutlich aus dem 18. Jahrhundert. 1883 wurde eine Glocke von den Glockengießern Ulrich in Apolda gegossen. Kirchengemeindlich wurde Neuseesen ab 1945 vorläufig von der EKKW verwaltet, 1974 durch vertraglichen Tausch in diese eingegliedert. Damit gehörte die Kirchengemeinde dem Kirchenkreis Witzenhausen an, seit 2020 dem Kirchenkreis Werra-Meißner.
Das Dorf gehörte zum Landkreis Heiligenstadt, Regierungsbezirk Erfurt, Provinz Sachsen, Königreich Preußen. 1945 wurden Neuseesen und das benachbarte Werleshausen im Rahmen des Wanfrieder Abkommens dem ehemaligen Landkreis Witzenhausen (Bundesland Hessen) zugeschlagen.
Im Zuge der Gebietsreform in Hessen wurde die bis dahin selbständige Gemeinde Neuseesen zum 31. Dezember 1971 auf freiwilliger Basis in die Stadt Witzenhausen eingemeindet. Für die nach Witzenhausen eingegliederten, ehemals eigenständigen Gemeinden wurde je ein Ortsbezirk mit Ortsbeirat und Ortsvorsteher nach der Hessischen Gemeindeordnung gebildet.

### Bevölkerung
Einwohnerstruktur 2011
Nach den Erhebungen des Zensus 2011 lebten am Stichtag dem 9. Mai 2011 in Neuseesen 78 Einwohner. Darunter waren 3 (3,8 %) Ausländer. Nach dem Lebensalter waren 15 Einwohner unter 18 Jahren, 30 zwischen 18 und 49, 15 zwischen 50 und 64 und 18 Einwohner waren älter. Die Einwohner lebten in 30 Haushalten. Davon waren 9 Singlehaushalte, 6 Paare ohne Kinder und 12 Paare mit Kindern, sowie 3 Alleinerziehende und keine Wohngemeinschaften. In 9 Haushalten lebten ausschließlich Senioren und in 18 Haushaltungen lebten keine Senioren.
Einwohnerentwicklung
| Neuseesen: Einwohnerzahlen von 1834 bis 2022 | Neuseesen: Einwohnerzahlen von 1834 bis 2022 | Neuseesen: Einwohnerzahlen von 1834 bis 2022 | Neuseesen: Einwohnerzahlen von 1834 bis 2022 | Neuseesen: Einwohnerzahlen von 1834 bis 2022 |
| --- | -------------------------------------------- | -------------------------------------------- | -------------------------------------------- | -------------------------------------------- |
| Jahr |                                              |                                              |                                              | Einwohner                                    |
| 1834 | 1834                                         |                                              | 136                                          | 136                                          |
| 1840 | 1840                                         |                                              | 142                                          | 142                                          |
| 1846 | 1846                                         |                                              | 147                                          | 147                                          |
| 1852 | 1852                                         |                                              | 117                                          | 117                                          |
| 1858 | 1858                                         |                                              | 140                                          | 140                                          |
| 1864 | 1864                                         |                                              | 108                                          | 108                                          |
| 1871 | 1871                                         |                                              | 96                                           | 96                                           |
| 1875 | 1875                                         |                                              | 99                                           | 99                                           |
| 1885 | 1885                                         |                                              | 108                                          | 108                                          |
| 1895 | 1895                                         |                                              | 94                                           | 94                                           |
| 1905 | 1905                                         |                                              | 115                                          | 115                                          |
| 1910 | 1910                                         |                                              | 114                                          | 114                                          |
| 1925 | 1925                                         |                                              | 115                                          | 115                                          |
| 1939 | 1939                                         |                                              | 103                                          | 103                                          |
| 1946 | 1946                                         |                                              | 177                                          | 177                                          |
| 1950 | 1950                                         |                                              | 160                                          | 160                                          |
| 1956 | 1956                                         |                                              | 134                                          | 134                                          |
| 1961 | 1961                                         |                                              | 124                                          | 124                                          |
| 1967 | 1967                                         |                                              | 110                                          | 110                                          |
| 1970 | 1970                                         |                                              | 103                                          | 103                                          |
| 1980 | 1980                                         |                                              | ?                                            | ?                                            |
| 1990 | 1990                                         |                                              | ?                                            | ?                                            |
| 2000 | 2000                                         |                                              | ?                                            | ?                                            |
| 2011 | 2011                                         |                                              | 78                                           | 78                                           |
| 2015 | 2015                                         |                                              | 76                                           | 76                                           |
| 2022 | 2022                                         |                                              | 83                                           | 83                                           |
| Datenquelle: Historisches Gemeindeverzeichnis für Hessen: Die Bevölkerung der Gemeinden 1834 bis 1967. Wiesbaden: Hessisches Statistisches Landesamt, 1968. Weitere Quellen: LAGIS; Stadt Witzenhausen |                                              |                                              |                                              |                                              |

Historische Religionszugehörigkeit
| • 1961: | 96 evangelische (= 77,42 %), 28 katholische (= 22,58 %) Einwohner |

## Politik
Für Neuseesen besteht ein Ortsbezirk (Gebiete der ehemaligen Gemeinde Neuseesen) mit Ortsbeirat und Ortsvorsteher nach der Hessischen Gemeindeordnung. Der Ortsbeirat besteht aus drei Mitgliedern. Bei den Kommunalwahlen in Hessen 2021 betrug die Wahlbeteiligung zum Ortsbeirat 82,76 %. Alle Kandidaten gehörten der „Neuseesener Wahlgemeinschaft“ an. Der Ortsbeirat wählte Karl-Ernst Küstner-Wetekam zum Ortsvorsteher.

## Verkehr
Über die in der Nähe vorbeiführenden Bundesstraßen 27 (Göttingen–Eschwege) und 80 (Hann. Münden–Heiligenstadt) ist das Dorf an das übergeordnete Straßennetz angebunden. Im etwa 15 km entfernten Friedland (Autobahndreieck Drammetal) besteht Anschluss an die Bundesautobahn 7 und die A 38 (Göttingen–Friedland–Heiligenstadt–Halle).
Die Eisenbahnstrecke Göttingen–Bebra führt mit dem Bebenroth-Tunnel südwestlich am Ort vorbei.